# ماگدا ام.
ماگدا ام. (لهستانی: Magda M.؛ ‏ تلفظ لهستانی: [ˈmaɡda ˈɛm]) یک مجموعهٔ احساسی لهستانی است که در سال ۲۰۰۵ میلادی منتشر شد.

## بازیگران
- یوآنا بروژیک
- مونیکا آمبروژاک
- پاوئو ماواشینسکی
- اوا کاسپژیک
- بارتومیئی شویدرسکی
- بارتومیئی کاسپشیکوفسکی
- کاتاژینا بویاکویچ
- مارک لواندوفسکی
- پیوتر نواک
- ماچئی کوالفسکی
- ماگدالنا کوتا
- ماژنا روگالسکا
- آرتور یانوشاک
- مارتینا کلیشفسکا
- اِوا کولاشینسکا
- آندژی آندژیفسکی
- ماگدالنا کاتسپشاک
- رافائو مور
- یاتسک براچیاک
- ماگدالنا گناتوفسکا
- ماچئی میکووایچیک
- آندژی دِسکور
- لئون خارِویچ
- یوآنا مورو
- توماش ماندس
- ماریا گورالچیک
- اُلگا ساویتسکا
- داریا ویدافسکا
- مارتا دوبتسکا
- ماریوش درنژک
- مودست روچینسکی
- آدام تسیفکا
- ایزابلا کونا
- کارول اشتراسبورگر
- یولیا وروبلفسکا
- کارولینا پُرکاری
- آندژی ماستالِـش
- کاتاژینا بارگیه‌ووسکا
- کاتاژینا والتر
- لِـسواف ژورک
- ماریا مامونا
- وویچیخ کالاروس
- الکساندر بدناش
- آنجلیکا پیخوویاک
- سیلویا یوشچاک-کراوچیک
- اِوا کُنستانتسیا بوئوخاک
- اِوا کوزیک-فلورچاک
- آنا بوروویتس
- آنا گریتسویچ
- ویولتا آرلاک
- یاکوب پشبیندوفسکی
- الکساندرا کیسیو
- کارولینا نولبژاک
- مارتا ژمودا تژبیاتوفسکا
- پشمیسواف سادوفسکی
- آندژی زابورسکی
- مونیکا پیکووا
- اوروشولا گرابوفسکا
- پاتریتسیا دورسکا
- مارتا خودوروفسکا
- ماگدالنا گورسکا
- بئاتا خروشچینسکا
- برونیسواف وروتسوافسکی
- یاکوب ویچورک
- میخاو پیلا
- اریک لوبوس
- یوآنا شینکیویچ
- میخاو ژورافسکی
- ایوونا بیلسکا
- شیمون بوبروفسکی
- اِوا بوروویک
- اُلگا ساژینسکا
- الکساندرا نیشپیلاک
- کاتاژینا ژاک
- کاتاژینا اسکارژانکا
- کاتاژینا هرمان
- آگنیشگا ویلگوش
- آنیتا یانچا
- آگنیشکا وُسینسکا
- یوآنا کوروفسکا
- بوگدان کالوس
- باربارا وائوکوونا
- اُلگا بوریس
- یاتسک کاوُتسکی
- یاکوب زدرویکوفسکی